# Секст Юлий Цезар (фламин)
Вижте пояснителната страница за други личности с името Секст Юлий Цезар.
Секст Юлий Цезар (на латински: Sextus Iulius Caesar) е римски общественик през 1 век пр.н.е.
Принадлежи към древния патрициански род на Юлиите, клон Юлии Цезари. Син е на Секст Юлий Цезар III (консул 91 пр.н.е.). Вероятно е баща на Секст Юлий Цезар IV (квестор 48 пр.н.е.) и много добър приятел на Юлий Цезар.
През 57 пр.н.е. той става flammen quirinalis (sacerdot).